# Zantedeschien

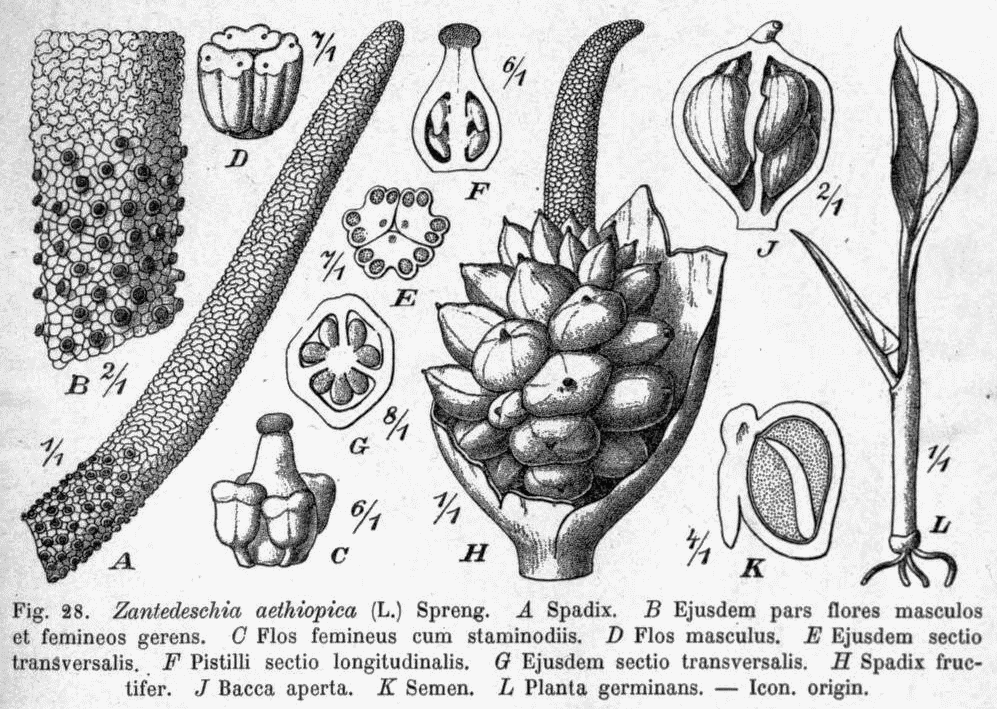
Illustration mit vielen Details von Zantedeschia aethiopica

Die Zantedeschien (Zantedeschia) sind die einzige Pflanzengattung der Tribus Zantedeschieae in der Familie der Aronstabgewächse (Araceae).
Bei vier der acht Zantedeschia-Arten verwendet man Calla, Kalla oder selten Calla-Lilien als Trivialnamen, sie sollten jedoch nicht mit Lilien oder Pflanzenarten der Gattung Calla verwechselt werden. Manche Arten und Sorten sind seltene Zimmerpflanzen. Der Name Calla leitet sich vom altgriechischen Wort καλός kalós ab und bedeutet „schön“. Namensverwandte aus der griechischen Mythologie sind die Nymphe Kallisto („die Schönste“) und die Muse der Dichtung und Wissenschaft Kalliope („die Schönstimmige“).

## Beschreibung
Zantedeschien sind ausdauernde krautige Pflanzen, die Wuchshöhen bis 2,5 Meter erreichen. Sie bilden ein kriechendes Rhizom oder Knollen als Überdauerungsorgan aus. Manche Arten sind immergrün, andere ziehen zu ungünstigen Jahreszeiten ihr Laub ein. Die grundständigen Laubblätter sind – im Gegensatz zu vielen anderen Gattungen der Einkeimblättrigen Pflanzen – gestielt; die Blattspreiten sind glänzend grün und oft pfeilförmig.
Auf einem unbeblätterten Blütenstandschaft ist der Blütenstand wie bei allen Aronstabgewächsen ausgebildet: Ein einzelnes, oft auffällig gefärbtes Hochblatt, die Spatha, umgibt den Kolben. Die große und deutlich zugespitzte Spatha kann weiß oder gelb sein, selten auch rot, bei Züchtungen gibt es eine große Bandbreite an unterschiedlichen Farben. Zantedeschien sind einhäusig getrenntgeschlechtig (monözisch). Im Kolben (Spadix) stehen viele Blüten zusammen. Im unteren Bereich des Kolbens befindet sich eine Zone nur mit weiblichen Blüten; im längeren oberen Bereich befinden sich nur männliche Blüten. Die kleinen Blüten sind reduziert und besitzen keine Blütenhüllblätter. Männliche Blüten enthalten zwei bis drei Staubblätter. Bei den weiblichen Blüten sind drei Fruchtblätter zu einem synkarpen Fruchtknoten verwachsen.
Sie bilden grüne oder orange Beeren. Die Samen sind kugelig bis eiförmig.
Alle Teile von Zantedeschia aethiopica sind leicht giftig und verursachen starke Schleimhautreizungen.

Die Flüssigkeit, die die Zantedeschien über die Blattspitzen absondern, ist ebenfalls giftig und verursacht bei Berührung Hautausschlag und Nesselfieber.

## Verbreitung
Alle Arten sind in Afrika heimisch. Am häufigsten sind sie in den Provinzen Südafrikas in der Capensis (Kapprovinz, KwaZulu-Natal und Freistaat) sowie in den Ländern Eswatini und Lesotho. Es gibt die Gattung aber auch weiter nördlich in Angola, Kenia, Malawi, Sambia, Simbabwe und Nigeria.
Das natürliche Habitat der sommerblühenden Formen ist ein warmtemperates Klima mit Niederschlägen, die hauptsächlich im Winter fallen. Die anderen Arten, wie beispielsweise Zantedeschia aethiopica und Zantedeschia odorata wachsen in Gebieten mit Sommerregen und blühen im Winter. Oft gedeihen die Pflanzen in sumpfigen Gebieten.
Die Zantedeschienarten benötigen als ursprüngliche Sumpfpflanzen viel Wasser. Gerade in der Wachstumsphase sollte eine Austrocknung der Wurzeln vermieden werden. Nach der Blüte hat die Zantedeschie eine Ruhephase,  in der die Pflanze keinen Wasserbedarf hat. Bei Zimmercallas handelt es sich meist um die Zantedeschia aethiopica, die von Januar bis April blüht. Auch sie hat ihre Ruhephase im Anschluss an die Blütephase. Zantedeschien brauchen zum optimalen Wachstum leicht sandigen und vor allem äußerst nährstoffreichen Boden.

## Systematik
Die Gattung Zantedeschia wurde 1826 durch Kurt Sprengel in Systema Vegetabilium, editio decima sexta, 3, S. 756, 765 aufgestellt. Der botanische Gattungsname Zantedeschia ehrt den italienischen Arzt und Botaniker Giovanni Zantedeschi (1773–1846). Typusart ist Zantedeschia aethiopica (L.) Spreng., die von Carl von Linné als Calla aethiopica erstveröffentlicht wurde. Syn. für Zantedeschia Spreng. sind Pseudohomalomena A.D.Hawkes, Richardia Kunth. Zantedeschia ist die einzige Gattung der Tribus Zantedeschieae in der Unterfamilie Aroideae in der Familie der Araceae. Die Tribus Zantedeschieae wurde durch Adolf Engler aufgestellt.
Es gibt acht Zantedeschia-Arten:
- Gewöhnliche Calla oder Zimmercalla (Zantedeschia aethiopica (L.) Spreng., Syn.: Calla aethiopica L.): Sie kommt ursprünglich im südlichen Afrika vor.[6]
- Gefleckte Calla (Zantedeschia albomaculata (Hook.) Baill.): Sie kommt von Tansania, Demokratischen Republik Kongo, Angola, Malawi, Sambia, Simbabwe bis Südafrika vor.[7] Mit zwei Unterarten:
  - Zantedeschia albomaculata (Hook.) Baill. subsp. albomaculata: Sie kommt von Nigeria bis Tansania und im südlichen Afrika vor.[7]
  - Zantedeschia albomaculata subsp. macrocarpa (englisch) Letty: Sie kommt nur im südlichen Afrika vor.[7]
- Goldene Calla oder Elliott-Calla (Zantedeschia elliottiana (W.Watson) Engl.): Sie ist nur aus Kultur bekannt, kommt aber möglicherweise im östlichen Transvaal (Provinz Mpumalanga) wild vor.[7]
- Zantedeschia jucunda Letty: Sie kommt nur im nördlichen Südafrika vor.[7]
- Zantedeschia odorata P.L.Perry: Sie kommt nur in der Kapprovinz vor.[7]
- Zantedeschia pentlandii (W.Watson) Wittm.: Sie kommt nur im östlichen Transvaal in der Provinz Mpumalanga vor.[7]
- Rosafarbene Calla oder Rehmann-Calla (Zantedeschia rehmannii Engl.): Sie kommt nur von Mosambik bis Südafrika vor.[7]
- Zantedeschia valida (Letty) Y.Singh: Sie kommt nur in KwaZulu-Natal vor.[7]

## Nutzung
Viele Sorten werden als Zierpflanzen verwendet oder kommen in der Floristik zum Einsatz. Über eine weitere Nutzung durch den Menschen ist wenig bekannt. Die Blätter von Zantedeschia aethiopica werden gegart gegessen (alle Pflanzenteile sind roh giftig).

## Weiterführende Literatur
- R. C. Snijder: Genetics of Erwinia resistance in Zantedeschia: impact of plastome-genome incompatibility., PhD thesis, Wageningen University, 2004. ISBN 90-5808-975-4.